# Cải bắp lai cải củ

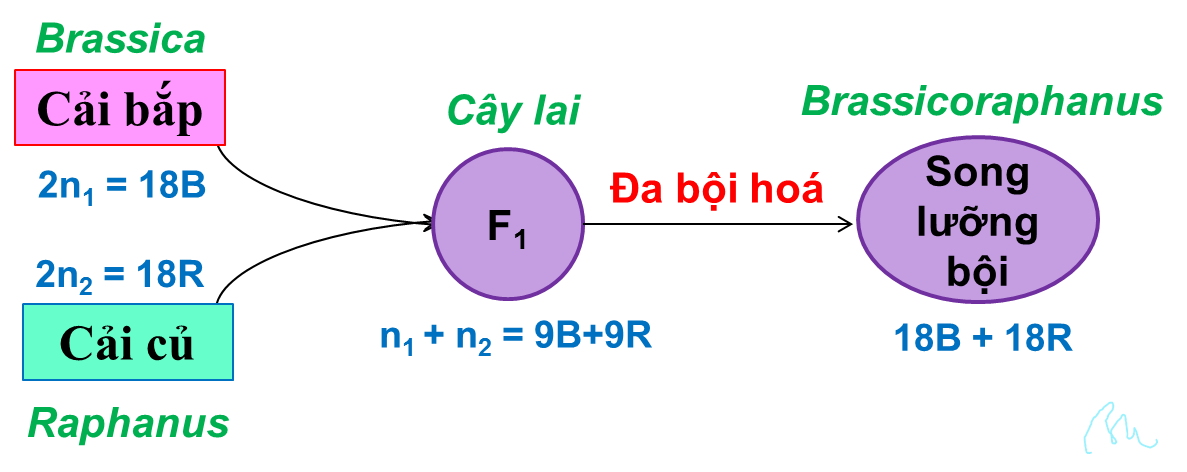
Hình 1: Sơ đồ tạo thành loài cải bắp lai cải củ (Brassicoraphanus).

Cải bắp lai cải củ có danh pháp khoa học: Brassicoraphanus là loài thực vật nhân tạo đầu tiên trên thế giới, được tạo ra bởi nhà di truyền học Nga Georgi Karperchenko. Danh pháp khoa học của loài là tên ghép giữa chi Brassica (cải bắp) và chi Raphanus (cải củ) thành Brassicoraphanus, hoặc cũng gọi là Raphanobrassica.

## Lược sử phát sinh
- Vào khoảng năm 1924 - 1926, nhà di truyền học Georgi Dmitrievich Karpechenko có ý định tạo ra một cây lai vừa thu hoạch được lá to và nhiều như lá cải bắp (Brassica oleracea) lại vừa thu hoạch được rễ to như củ cải (Raphanus sativus). Bởi thế, ông đã cho lai hữu tính giữa cây cải bắp (hình 2) với cây cải củ (hình 3). Kết quả lai thành công, nhưng cây lai F1 được tạo ra không sinh sản được, vì không có các cặp nhiễm sắc thể tương đồng nhau, nên - theo học thuyết di truyền nhiễm sắc thể thịnh hành hồi đó - quá trình tiếp hợp tương đồng không xảy ra, dẫn đến hậu quả là giảm phân không xảy ra, cây không tạo được giao tử.
- Sự bất thụ của giống lai là không thể chấp nhận được, vì nếu muốn có cây giống đưa vào trồng trọt, thì lại phải lai từ đầu, mất nhiều công sức và tiền của. Do đó, Georgi Karperchenko đã tiến hành lại thí nghiệm, rồi thử xử lý cây lai F1 bằng một số biện pháp, trong đó có phương pháp dùng nhiệt độ thấp và cả côn-si-xin (colchicine). Kết quả là ông thu được một số cây thuộc thế hệ F1 đã đột biến có khả năng phát sinh quả, hạt và hoàn toàn tự sinh sản được (hình 1). Những cây đột biến này có bộ nhiễm sắc thể gấp đôi cây F1 ban đầu không xử lý đột biến, nên ông gọi chúng là thể đa bội lai (polyploid hybrids).[3]

## Đặc điểm
- Vì cải bắp có bộ nhiễm sắc thể lưỡng bội (2n) là 18B, còn cải củ có 2n là 18R, nên mỗi giao tử của cải bắp có 9B, còn mỗi giao tử của cải củ có 9R. Do đó, tế bào xôma của cây lai F1 ban đầu (chưa xử lí) có bộ nhiễm sắc thể = 9B + 9R. Tuy 9 + 9 = 18 là số chẵn, nhưng 9 nhiễm sắc thể của cải bắp (B) không tương đồng với 9 nhiễm sắc thể của cải củ (R), giống như trong trò chơi "1 quân đỏ không thể cặp thành đôi với 1 quân đen" để thắng. Điều này cũng đã xảy ra trong tự nhiên, khi con ngựa (2n = 64) lai với con lừa (2n = 62) sinh ra con la có tế bào xôma chứa 32 + 31 = 63 nhiễm sắc thể. Bởi thế, cả cây F1 ban đầu nói trên lẫn con la đều bất thụ (tức không có khả năng sinh sản).[4] Cây lai F1 này cũng như con la được gọi là thể dị lưỡng bội (heterodiploidy), có 1/2 số nhiễm sắc thể của loài này (n1) và 1/2 số nhiễm sắc thể của loài kia (n2), nghĩa là bộ nhiễm sắc thể của chúng = n1 + n2 giống như "quân đen với quân đỏ" vậy.
- Bởi vậy, khi cây lai F1 được đa bội hoá thành công, thì nó chứa bộ nhiễm sắc thể lưỡng bội của cả hai loài, nghĩa là = 2n1 + 2n2, cụ thể là = 18B + 18R. Do đủ cặp tương đồng, các cặp nhiễm sắc thể tiếp hợp tương đồng được với nhau, nên giảm phân xảy ra được, chúng tạo thành giao tử và có thể thụ tinh.
- Đã có lúc một số người gọi dạng cơ thể (18B + 18R) này là thể tứ bội (tức 4n), nhưng một số tác giả khác thấy không phù hợp, nên gọi các dạng này là heteropolyploids, hoặc allopolyploids hay amphipolyploids.[5] Các nhà khoa học Việt Nam đã dịch thuật ngữ heteropolyploidy là thể dị đa bội, để phân biệt với dạng đa bội có bộ nhiễm sắc thể đều cùng loài là thể tự đa bội.[6], [7]
- Riêng loài Brassicoraphanus này cũng như những sinh vật khác có bộ nhiễm sắc thể với công thức tổng quát = (2n1 + 2n2) được gọi là thể song lưỡng bội hoặc nhị lưỡng bội.[2], [7]
- Như vậy, loài Brassicoraphanus này đã được hình thành qua 2 giai đoạn (hình 4):

- Lai hai loài khác nhau (lai xa) tạo ra F1 có bộ nhiễm sắc thể (n1 + n2).
- F1 đa bội hoá thành thể song lưỡng bội (2n1 + 2n2).

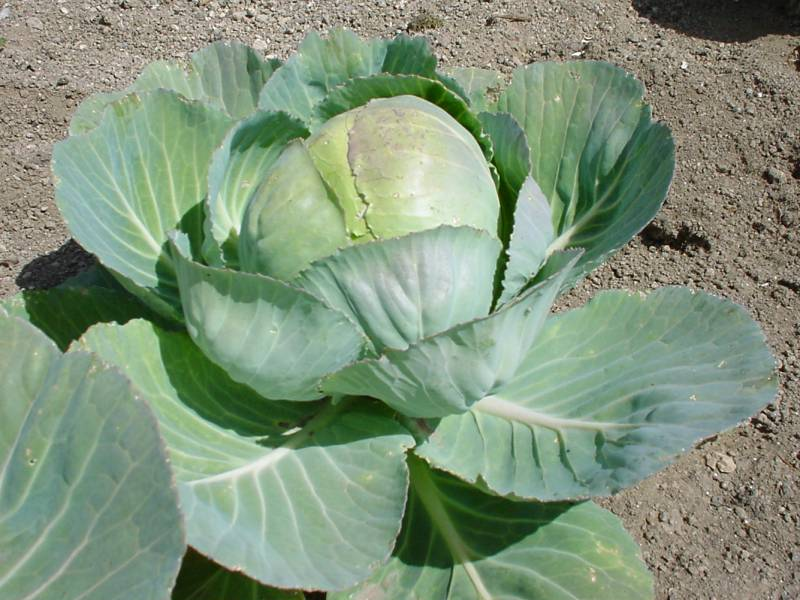
Hình 2: Cây cải bắp (Brassica).
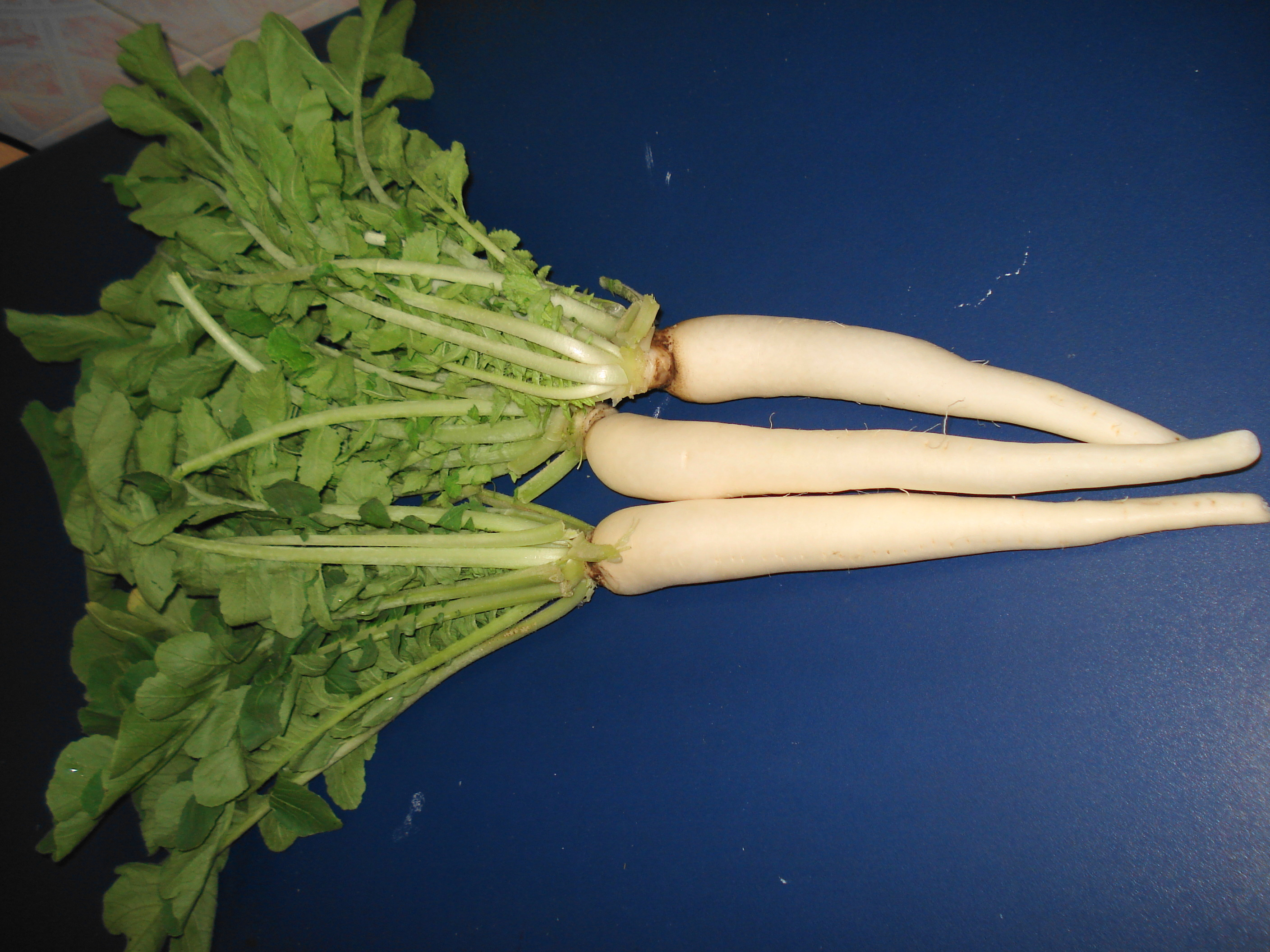
Hình 3: Cây cải củ (Raphanus).
Hình 4: Sơ đồ tạo cải bắp lai cải củ kết hợp với mô tả dạng quả.Hình 4: Sơ đồ tạo cải bắp lai cải củ kết hợp với mô tả dạng quả.

## Vai trò
Cải bắp lai cải củ Brassicoraphanus chẳng có giá trị gì trong nông nghiệp và kinh tế cả, bởi vì trong thực tế nó có rễ của cải bắp (rễ nhỏ, không có củ) và có lá của cải củ (lá ít, hẹp và đắng), hoàn toàn ngược lại mong muốn của tác giả Karpechenko. Tuy nhiên, thành tựu tạo ra cây lai độc đáo này vào thời điểm lịch sử lúc đó (cách đây gần 100 năm) đã chứng tỏ:
- Con người có khả năng sáng tạo ra được loài mới bằng phương pháp khoa học.
- Phương thức tiến hóa và sự hình thành loài theo hai giai đoạn nói trên có thể xảy ra trong sinh giới.

Chính vì thế, các khoa học sau này nghiên cứu theo hướng trên đã phát hiện nhiều nguồn gốc lai tự nhiên của các loài thực vật trong quá trình hình thành loài mới theo phương thức lai xa kết hợp đa bội hoá. Gần đây đã có một số thí nghiệm lai tạo theo hướng này, như lai hữu tính giữa Brassica japonica SIEB với Raphanus sativus L, (vào năm 1976) đã thu được F1 rồi xử lý côn-si-xin để tạo ra thể nhị lưỡng bội, được nghiên cứu đến thế hệ F3.